# Метеоризм
Метеори́зм (от греч. μετεωρισμός — поднятие вверх, вздутие) — избыточное скопление газов в кишечнике. Как правило, проявляется вздутием живота, возможно обильное («взрывное») выделение большого количества пищеварительных газов (так называемая флатуленция).

## Общие сведения

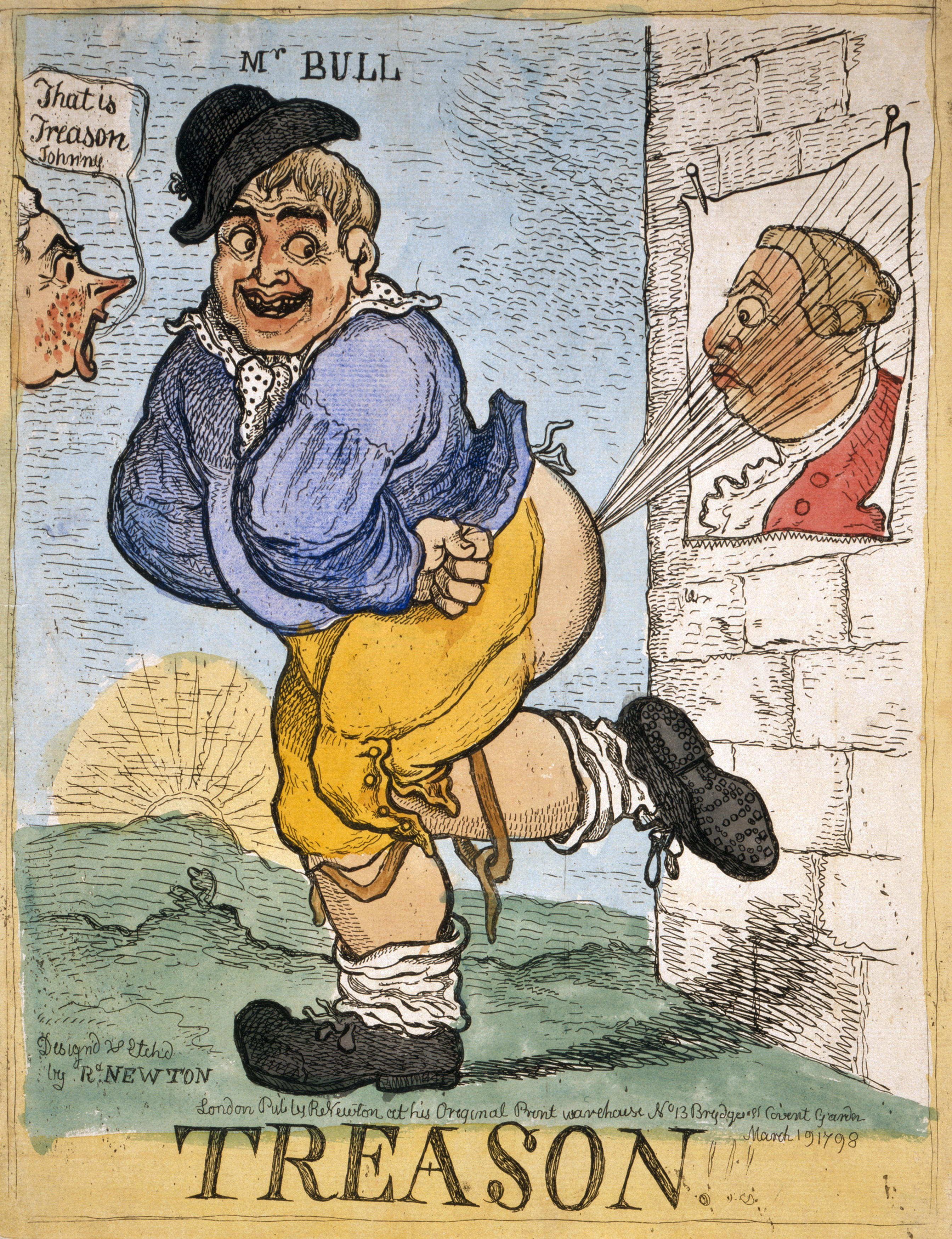
Умышленный выброс кишечных газов на правителя (или на его портрет) мог считаться преступлением, оскорблением величества и строго наказываться, до смертной казни включительно (на рисунке — оскорбление Георга III, короля Великобритании, 1798)

У здорового взрослого человека в желудке и кишечнике содержится около 1 литра газов, образующихся преимущественно в результате жизнедеятельности микроорганизмов микрофлоры кишечника. У взрослого человека в процессе дефекации и помимо её из кишечника в норме за сутки выводится 0,1—0,5 литра газа.

## Газовая смесь
При метеоризме объём выводимого газа может достигать трёх и более литров. Состав газовой смеси у здоровых людей следующий:
- азот N2 — 24—90 %;
- углекислый газ СО2 — 4,3—29 %;
- кислород О2 — 0,1—23 %;
- водород Н2 — 0,6—47 %;
- метан CH4 — 0—26 %;

а также небольшое количество:
- сероводорода H2S;
- аммиака NH3;
- летучих меркаптанов[1].

## Неприятные состояния
Неприятное состояние при метеоризме сопровождается отрыжкой, икотой, чувством тяжести, чувством распирания в животе, приступами схваткообразных болей, исчезающих после отхождения газов после акта флатуленции, тошнотой, неприятным привкусом во рту и потерей аппетита. Иногда диарея перемежается запором.

## Флатус

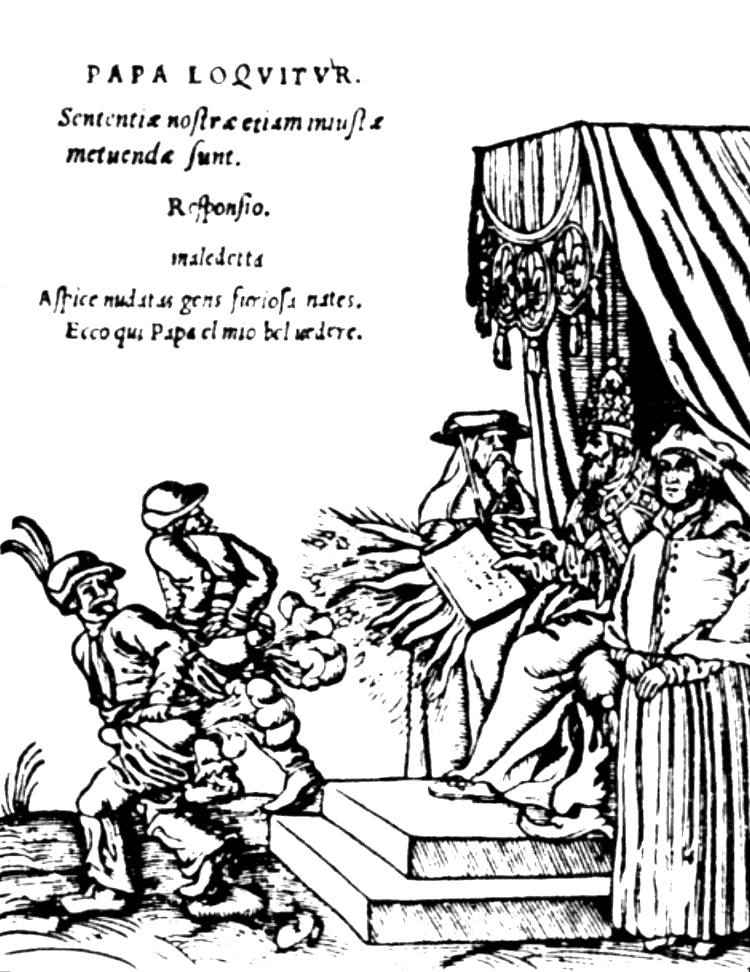
Картина Лукаса Кранаха «Бельведер» (иллюстрация к книге 1545 года Мартина Лютера).
Немецкие крестьяне пукают на папу Павла III

Произвольный или непроизвольный акт выброса газообразных продуктов жизнедеятельности из кишечника называется флатус. Часто сопровождается характерным резким звуком («сфинктеральный резонанс»). Звук варьируется от того, насколько сокращена мышца сфинктера. Повышенная флатуленция свидетельствует о дисфункции пищеварительной системы.
Флатус бывает:
- анальным (вибрация ануса);
- вагинальным (выделение воздуха из влагалища, может возникать во время полового акта, растяжения, физических упражнений и не имеет запаха; он не происходит от ферментации бактерий).

## Запах газов
Характерный неприятный запах исходит от следов других компонентов, образующихся при разрушении белка:
- масляная кислота (запах прогорклого масла);
- смесь серы;
- сероводород (запах тухлых яиц);
- дисульфид углерода;
- скатол.

## Причины метеоризма
Кишечные газы поступают из экзогенных (90 %) и эндогенных (10 %) источников.

### Повышенное газообразование при отсутствии патологии
В норме содержание газов значительно возрастает при употреблении:
- продуктов с большим количеством углеводов;
- пищи, вызывающей образование газов (бобовые, капуста, яблоки, сильногазированные напитки);
- пищи, вызывающей процессы брожения (чёрный хлеб, квас, пиво, чайный гриб);
- молочных продуктов людьми с непереносимостью лактозы.

### Патологические состояния
Метеоризм — частый признак некоторых заболеваний:
- дисбактериоз кишечника;
- заболевания желудочно-кишечного тракта (панкреатит, энтерит, колит, цирроз печени);
- острые кишечные инфекции (ОКИ);
- кишечные паразиты в прямой кишке (гельминтозы);
- нарушение отхождения газов[2]:
  - кишечная непроходимость;
  - атония кишечника вследствие перитонита;
- невроз[3];
- другие воспалительные процессы в кишечнике.

Возможно развитие и в результате повышенного заглатывания воздуха при еде (аэрофагия).

## Лечение
Устранение причины, вызвавшей метеоризм:
- диета с ограничением продуктов, вызывающих повышенное газообразование (бобовые, особенно горох в виде густого отвара), регулярное питание;
- энтеросорбенты[4];
- дегельминтизация;
- «пеногасители» (поверхностно-активные вещества);
- лекарственные препараты, ветрогонные сборы трав (см. ветрогонное средство), укропная вода.